# Hessenmühle (Pressig)
Hessenmühle ist ein Gemeindeteil des Marktes Pressig im Landkreis Kronach (Oberfranken, Bayern).

## Geografie
Die Einöde liegt an der Haßlach und an der Bundesstraße 85. Sie bildet mit Obere Mühle und Rothenkirchen im Norden eine geschlossene Siedlung.

## Geschichte
Gegen Ende des 18. Jahrhunderts gehörte Hessenmühle zur Realgemeinde Rothenkirchen. Das Hochgericht übte das bambergische Centamt Teuschnitz aus. Die Grundherrschaft über die Mahl- und Schneidmühle hatte das Kastenamt Rothenkirchen inne.
Mit dem Ersten Gemeindeedikt wurde Hessenmühle dem 1808 gebildeten Steuerdistrikt Rothenkirchen und der 1818 gebildeten Ruralgemeinde Rothenkirchen zugewiesen. Am 1. Mai 1978 wurde Hessenmühle im Zuge der Gebietsreform in Bayern nach Pressig eingemeindet.

### Einwohnerentwicklung
| Jahr      | 001818 | 001861 | 001871 | 001885 | 001900 | 001925 | 001950 | 001961 | 001970 | 001987 |
| Einwohner | *      | 12     | 12     | 12     | 16     | 34     | 30     | 17     | 12     | 14     |
| Häuser    | *      |        |        | 2      | 1      | 1      | 1      | 1      |        | 1      |
| Quelle    | [ 5 ]  | [ 7 ]  | [ 8 ]  | [ 9 ]  | [ 10 ] | [ 11 ] | [ 12 ] | [ 13 ] | [ 14 ] | [ 1 ]  |

## Religion
Der Ort ist römisch-katholisch geprägt und nach St. Bartholomäus (Rothenkirchen) gepfarrt.